# Cereopsius praetorius
Cereopsius praetorius är en skalbaggsart som först beskrevs av Wilhelm Ferdinand Erichson 1834.  Cereopsius praetorius ingår i släktet Cereopsius och familjen långhorningar.
Artens utbredningsområde är:
- Filippinerna.
- Taiwan.

Inga underarter finns listade i Catalogue of Life.